# Antrel Rolle
(en) Statistiques sur pro-football-reference
Antrel Rocelious Rolle, né le 16 décembre 1982 à Homestead dans l'État de Floride, est un joueur américain de football américain.
Safety, il a respectivement joué en National Football League (NFL) pour les Cardinals de l'Arizona de 2005 à 2009, pour les Giants de New York de 2010 à 2014 et pour les Bears de Chicago en 2015 où il termine sa carrière professionnelle.
Au niveau universitaire, il avait joué en NCAA pour les Hurricanes de Miami de 2001 à 2004.
Il avait été sélectionné en 8e choix global lors de la draft 2005 de la NFL par les Cardinals.
Il remporte le Super Bowl XLVI avec les Giants à l'issue de la saison 2011.

## Sa jeunesse
Rolle est né à Homestead en Floride. Il y étudie au collège South Dade High School (en) où il reçoit une distinction en football américain (letterman) en jouant pour les Buccaneers de South Dade. Comme junior, il réussit 3 interceptions, 85 tacles et 5 passes défendues. Il retourne trois kickoffs et trois punts en touchdowns. Comme senior, il réussit 3 interceptions, 86 tacles, effectue quatre réceptions pour un gain global de 160 yards tout en inscrivant 1 touchdown. En athlétisme, Rolle participe régulièrement aux épreuves de haie au niveau de l'état. Lors des épreuves finales FHSAA 2000, il se classe 10e du 100 mètres haie (15,46 s) et 15e en 300 mètres haie (41,84 s).

## Carrière universitaire
Rolle intègre l'Université de Miami en Floride où il joue sous les ordres de l'entraîneur Larry Coker (en) pour les Hurricanes de Miami de 2001 à 2004.
Lors de sa saison freshman en 2001, Rolle fut l'un des quatre true freshman à se faire remarquer. Il joue dans 8 matchs, enregistrant un total de 8 tacles et 1 interception.
Comme sophomore en 2002, il commence 11 matchs comme titulaire et est sélectionné dans l'équipe type de la Big East Conference. Il enregistre son record de carrière cette saison là avec 66 tacles, 2 sacks, six tacles pour perte, 7 passes déviées et 1 interception.
En 2003, comme junior, Rolle enregistre 51 tacles, 3½ tacles pour perte, 7 passes cassées et 2 interceptions. Lors de sa dernière saison en 2004, Rolle est unanimement sélectionné dans l'équipe type NCAA All-American. Il compile lors de son année senior, 58 tacles, 6,5 tacles derrière la ligne de scrimmage, six passes déviées et 1 interception. Il rate en fin de saison le match contre Virginia Tech à la suite d'une entorse au pied.
Après cette dernière saison universitaire, il est sélectionné dans l'équipe type de l'Atlantic Coast Conference et sélectionné dans l'équipe type All-American au poste de cornerback. Lors de cette année senior, il se fait notamment remarquer en contrant de talentueux wide receivers tels Larry Fitzgerald (le limitant à seulement 3 réceptions pour 26 yards gagnés) et Calvin Johnson (limité à 2 réceptions pour 10 yards) - ces deux joueurs étant également sélectionné All-American.

### Statistiques NCAA
| Stats. Antrel Rolle | Stats. Antrel Rolle | Stats. Antrel Rolle | Stats. Antrel Rolle | Stats. Antrel Rolle | Matchs | Punts retournés | Punts retournés | Punts retournés | Punts retournés | Interceptions Défensives | Interceptions Défensives | Interceptions Défensives | Interceptions Défensives | Interceptions Défensives | Fumbles | Fumbles | Fumbles | Fumbles | TDs  | TDs  |
| Saisons             | Conf.               | Écoles              | Cl.                 | Pos.                | M.J.   | Ret.            | Yards           | Moy.            | TD              | Int                      | Yrd.                     | Moy.                     | TDs                      | PD                       | FR      | Yrd.    | TDs     | FF      | Int. | P.R. |
| 2001                | Big East            | MIA                 | FR                  | DB                  | 8      | 0               | 0               | 0               | 0               | 1                        | 0                        | 0                        | 0                        | 0                        | 0       | 0       | 0       | 0       | 0    | 0    |
| 2002                | Big East            | MIA                 | SO                  | DB                  | 13     | 0               | 0               | 0               | 0               | 1                        | 22                       | 22                       | 0                        | 0                        | 0       | 0       | 0       | 0       | 0    | 0    |
| 2003                | Big East            | MIA                 | JR                  | DB                  | 12     | 13              | 203             | 15,6            | 1               | 2                        | 45                       | 22,5                     | 1                        | 0                        | 0       | 0       | 0       | 0       | 1    | 1    |
| 2004                | Big East            | MIA                 | SR                  | DB                  | 12     | 0               | 0               | 0               | 0               | 1                        | 6                        | 6                        | 0                        | 0                        | 0       | 0       | 0       | 0       | 0    | 0    |
| Carrière NCAA       | Carrière NCAA       | Carrière NCAA       | Carrière NCAA       | Carrière NCAA       | 45     | 13              | 203             | 25,6            | 1               | 5                        | 73                       | 14,6                     | 1                        | 0                        | 0       | 0       | 0       | 0       | 1    | 1    |

## Carrière professionnelle
| Données mesurées lors du NFL Scouting Combine 2005,. | Données mesurées lors du NFL Scouting Combine 2005,. | Données mesurées lors du NFL Scouting Combine 2005,. | Données mesurées lors du NFL Scouting Combine 2005,. | Données mesurées lors du NFL Scouting Combine 2005,. | Données mesurées lors du NFL Scouting Combine 2005,. | Données mesurées lors du NFL Scouting Combine 2005,. | Données mesurées lors du NFL Scouting Combine 2005,. | Données mesurées lors du NFL Scouting Combine 2005,. | Données mesurées lors du NFL Scouting Combine 2005,. | Données mesurées lors du NFL Scouting Combine 2005,. |
| Taille                                               | Poids                                                | Long. bras                                           | Taille main                                          | 40 yds dash                                          | 10 yds split                                         | 20 yds split                                         | 20 yds shuttle                                       | 3 cone drill                                         | Dét. Vert.                                           | Dét. Long.                                           |
| ---------------------------------------------------- | ---------------------------------------------------- | ---------------------------------------------------- | ---------------------------------------------------- | ---------------------------------------------------- | ---------------------------------------------------- | ---------------------------------------------------- | ---------------------------------------------------- | ---------------------------------------------------- | ---------------------------------------------------- | ---------------------------------------------------- |
| 1,88 m (6 ft 2 in)                                   | 109 kg (240 lb)                                      | 76 cm (29,75 in)                                     | 24 cm (9,5 in)                                       | 4,48 s                                               | -                                                    | -                                                    | 4,01 s                                               | 6,68 s                                               | 94 cm (37 in)                                        | 3,12 m (10 ft 3 in)                                  |

### Cardinals de l'Arizona
Les Cardinals de l'Arizona sélectionnent Antrel Rolle en 8e choix global lors du premier tour de la Draft 2005 de la NFL. Rolle a été le deuxième cornerback sélectionné lors de cette draft, après Adam "Pacman" Jones.

#### 2005
Le 6 août 2005, les Cardinals de l'Arizona signe Rolle pour un contrat de 6 ans pour 43 millions de $ dont 7,75 millions garantis,.
L'entraîneur principal Dennis Green nomme Rolle comme titulaire au poste de cornerback aux côtés de David Macklin (en) pour le début de saison. Il fait ses débuts professionnels comme titulaire lors du match d'ouverture de la saison 2005 contre les Giants de New York. Malgré la défaite 42 à 19, il réussit 1 tacle. Le 25 septembre 2005, Rolle réalise sa meilleure performance de la saison avec 11 tacles (dont 10 en solo) lors de la défaite 37 à 12 chez les Seahawks de Seattle en 3e semaine. Au cours de ce match, il se blesse. On pense que le cartilage de son genou gauche est atteint ce qui aurait nécessité une opération et une absence de 3 à 4 semaines mais le 3 octobre 2005, le Docteur John Uribe au cours de l'opération visant à réparer le cartilage du ménisque constate que le ligament est atteint. Cette blessure met un terme à la saison de Rolle. Néanmoins, Rolle se rétablit plus vite que prévu et revient après avoir manqué 9 matchs en 14e semaine. Le 11 décembre 2005, Rolle compile 1 tacle en solo, 1 passe déviée et une première interception en carrière malgré la défaite 17 à 13 contre les Redskins de Washington. Cette interception résulte d'une passe tentée par quarterback Mark Brunell non réceptionnée par le tight-end Chris Cooley dans le second quart-temps. La semaine suivante, il effectue neuf tacles en solo et dévie une passe malgré la défaite 30 à 19 contre les Texans de Houston. Sa blessure au genou se réveille lors de ce match ce qui met un terme à sa saison. Sa saison rookie se termine donc avec un bilan de 28 tacles (dont 26 en solo), 1 passe déviée et 1 interception en 5 matchs dont 4 débutés come titulaire.

#### 2006
Le coordinateur défensif Clancy Pendergast (en) retient Rolle et David Macklin comme titulaires au poste de cornerbacks pour le début de la saison 2006. En 5e semaine, il réalise 8 tacles en solo et 2 passes déviées (record de sa saison) lors de la défaite 23 à 20 contre les Chiefs de Kansas City. Le 17 décembre 2006, Rolle effectue 11 tacles (dont 9 en solo) et une passe déviée lors de la défaite 37 à 20 contre les Broncos de Denver en 15e semaine. Il termine la saison avec un bilan de 84 tacles (dont 77 en solo), 10 passes défendues, 2 fumbles forcés et 1 interception pour 16 matchs débutés comme titulaire. Rolle a du travailler en protection de passe et il provoqua 7 pénalités consécutives à des interférences de passe en 2006, égalant le record de la ligue du cornerback des Ravens de Baltimore, Chris McAlister.

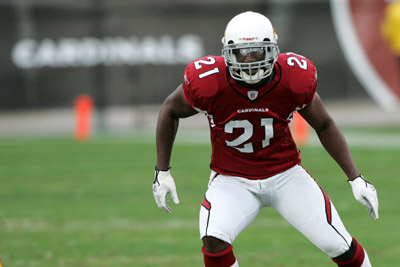
Rolle chez les Cardinals de l'Arizona

#### 2007
Le 1er janvier 2007, les Cardinals de l'Arizona se séparent de leur entraîneur principal Dennis Green à la suite d'une saison 2006 s'étant soldée par 5 victoires pour 11 défaites. Rolle commence le camp d'entraînement comme titulaire au poste de cornerback mais reçoit de la concurrence avec Eric Green (en) et Roderick Hood (en). Le 18 août 2008, lors du second match de pré-saison (défaite 33 à 20 contre les Texans de Houston), Rolle ne réalise pas une bonne prestation concédant au WR Andre Johnson un TD de 39 yards.
Deux jours plus tard, le nouvel entraîneur Ken Whisenhunt (en) annonce que Roderick Hood (en) remplacera Rolle comme titulaire au poste de cornerback à la suite de ses bonnes performances en matchs de pré-saison. Ken Whisenhunt déclare officiellement que Rolle est son 3e cornerback derrière Eric Green et Roderick Hood pour commencer la saison. Rolle est également désigné comme 1er nickelback de l'équipe.
En 9e semaine, il réalise sa meilleure performance de la saison avec 10 tacles (dont 7 en solo) lors de la défaite 17 à 10 contre les Buccaneers de Tampa Bay. Le 18 novembre 2007, Rolle réalise 4 tacles, 3 passes déviées, 3 interceptions dont 2 retournées en touchdowns lors de la victoire 35 à 27 contre les Bengals de Cincinnati. Il réalise les trois interceptions de passes du quarterback Carson Palmer, en retournant une sur 54 yards et l'autre sur 55 yards à chaque fois pour un touchdown,. Cette performance lui vaut le titre de meilleur défenseur NFC de la semaine.
Rolle est promu titulaire au poste de cornerback avant la 13e semaine et le reste à la suite de la blessure à la cheville d'Eric Green qui le prive des 5 derniers matchs. Le 30 décembre 2007, Rolle réalise 2 tacles en solo, 3 passes déviées, 2 interceptions, et 1 touchdown lors de la victoire 48 à 19 contre les Rams de Saint-Louis. Il réussit une interception de Marc Bulger qu'il retourne sur 47 yards pour un touchdown lors du 2e quart-temps. Il termine la saison avec un bilan de 62 tacles (dont 52 en solo), 10 passes défendues, 5 interceptions et 3 touchdowns lors des 16 matchs joués dont 8 comme titulaire. Tout au long de la saison 2007, Rolle a principalement été utilisé comme nickelback avant de prendre la place d’outside cornerback lors de 5 derniers matchs.

#### 2008 - Super Bowl XLIII
Le 27 février 2008, après avoir impressionné pendant le saison 2007 au poste de nickelback, Rolle est pressenti pour jouer la saison 2008 au poste de free safety. Comme nickelback, sa tache consistait à couvrir la zone arrière central du terrain comme un faux safety. Il intercepta 4 passes lors de la saison 2007 à cette position. Il commence le camp d'entraînement de facto comme titulaire au poste de free safety, les cardinals ayant décidé de libérer Terrence Holt (en) lors de l'intersaison. L'entraîneur principal Ken Whisenhunt le désigne ensuite officiellement comme titulaire au poste de free safety pour commencer la saison avec à ses côtés au poste de strong safety Adrian Wilson.
le 2 novembre 2008, Rolle effectue quatre tacles en solo, dévie une passe et retourne en touchdown l'interception d'une passe de Sam Bradford sur 40 yards lors du deuxième quart-temps en 9e semaine contre les Rams de Saint-Louis (victoire 34 à 13). En 16e semaine, il réalise la meilleure performance de sa saison avec 10 tacles en solo malgré la défaite 47 à 7 chez les Patriots de la Nouvelle-Angleterre. Pour sa première saison au poste de free safety, il affiche un bilan en saison régulière de 89 tacles (dont 78 en solo), 5 passes déviées, 1 interception et 1 touchdown pour 16 matchs joués comme titulaire.
Les Cardinals terminent 1er de la Division NFC West avec comme bilan 9 victoires pour 7 défaites et gagnent leur place en playoffs (wild card). Le 3 janvier 2009, Rolle commence son tout premier match de playoffs contre les Falcons d'Atlanta et réalise 3 tacles remportant le match 30 à 24. La semaine suivante, il réalise 6 tacles, dévie une passe et intercepte une passe du quarterback adverse Jake Delhomme lors de la victoire 33 à 13 contre les Panthers de la Caroline. Ils se qualifient pour le Super Bowl XLIII après avoir battu les Eagles de Philadelphie 33 à 25 lors de la finale de conférence NFC. Le 1er février 2009, Rolle est titulaire et y effectue trois tacles. Les Cardinals perdent le match 37 à 23 contre les Steelers de Pittsburgh.

#### 2009
Le 9 février 2009, l'entraîneur principal Ken Whisenhunt vire le coordinateur défensif Clancy Pendergast en fonction à ce poste pour les Cardinals les six dernières années. Le nouveau coordinateur défensif Billy Davis (en), retient Rolle et Adrian Wilson comme titulaires au poste de safety pour commencer la saison 2009.
Rolle commence la saison contre les 49ers de San Francisco et enregistre 1 tacle et 1 sack (le premier de sa carrière) malgré la défaite 20 à 16. Il force un fumble du quarterback Shaun Hill et le ballon est recouvert par le linebacker Bertrand Berry (en). Le 25 octobre 2009, il totalise 8 tacles, dévie 1 passe, et intercepte une passe du quarterback Eli Manning lors de la victoire 24 à 17 contre les Giants de New York. En 10e semaine, il enregistre la meilleure performance de sa saison avec 9 tacles en solo, dévie 2 passes et réussit une interception lors de la victoire 31 à 20 contre les Seahawks de Seattle. Le 29 décembre 2009, Rolle obtient la première sélection de sa carrière pour le Pro Bowl. l'entraîneur principal Ken Whisenhunt choisi de laisser au repos Rolle den 17e semaine lors de la défaite contre les Packers de Green Bay, les cardinals étant assuré de leur première place en division et étant qualifié pour les playoffs avec un bilan provisoire de 10 victoires pour 5 défaites. Il termine ainsi la saison régulière avec un bilan de 72 tacles (dont 61 en solo), 8 passes déviées, 4 interceptions et 1½ sack en 15 matchs joués comme titulaire (sur 16). Il avait également réussi une passe pour un gain de 9 yards et avait retourné 6 punts pour un gain total de 55 yards (moyenne de 9,2 yards par retour).
Le 10 janvier 2010, Rolle enregistre la meilleure performance de sa saison avec 13 tacles (dont 9 en solo) lors de la victoire 51 à 45 contre les Packers de Green Bay en match de Wild Cart NFC. La semaine suivante, il effectue trois tacles mais les Cardinals perdent le match de Division NFC, 45 à 14 contre les Saints de La Nouvelle-Orléans mettant un terme à la saison.

#### 2010
Le 4 mars 2010, les Cardinals de l'Arizona libèrent Rolle pour éviter de payer une prime de 4 millions de $ pour intégration au roster final. Le général manager Rod Graves (en) déclare cependant qu'il serait intéressé de re-signer Rolle. Rolle devient immédiatement agent libre sans restriction et se rend à plusieurs reprises chez les Giants de New York Giants et les Dolphins de Miami. Ces derniers lui offrent un contrat de 5 ans d'une valeur approximative de 30 à 35 millions de $.

### Giants de New York
Le 5 mars 2010, Rolle est engagé par les Giants de New York et il signe un contrat de 5 ans de 37 millions de $ dont 15 millions garantis. Ce contrat fait de Rolle le safety le mieux payé de l'histoire de la NFL.

#### 2010
L'entraîneur principal Tom Coughlin désigne Rolle comme titulaire au poste de free safety pour commencer la saison 2010, aux côtés de Deon Grant (en).
Le premier match l'oppose aux Panthers de la Caroline (victoire 31 à 18). Il y réalise son plus grand nombre de tacles (8) de la saison (8). Il égale ce record le match suivant contre les Colts d'Indianapolis (victoire 38 à 14).
Le 17 octobre 2010, Rolle réalise six tacles, annule une passe et réalise sa première interception chez les Giants lors de la victoire 28 à 20 contre les Lions de Détroit. Le 28 décembre 2010, Rolle est sélectionné pour le Pro Bowl 2011, soit sa deuxième sélection de rang. Il termine la saison 2010 avec un total de 87 tacles (dont 75 en solo), 4 passes déviées et 1 interception lors des 16 matchs joués tous comme titulaire.

#### 2011 - Super Bowl XLVI
Le coordinateur défensif Perry Fewell (en) confirme Rolle comme titulaire au poste de free safety en 2011 aux côtés de Kenny Phillips au poste de strong safety. Le 19 septembre 2011, Rolle réalise son record de la saison avec 9 tacles lors de la victoire 28 à 16 contre les Rams de St. Louis. Lors de la 17e semaine, il réalise 8 tacles, dévie une passe, et réussit une interception lors de la victoire 31–14 contre les Cowboys de Dallas. Il termine la saison avec un total de 96 tacles (dont 82 en solo), 4 passes déviées et 2 interceptions lors des 16 matchs joués comme titulaire. Rolle avait été également désigné pour jouer plus au centre afin de couvrir le slot receiver pendant la saison 2011.
Les Giants terminent premiers de la Division NFC East avec un bilan de 9 victoires pour 7 défaites et se qualifient pour le match de wildcard. Le 8 janvier 2012, Rolle réalise 9 tacles lors de la victoire 24 à 2 contre les Falcons d'Atlanta. Ils arrivent à se qualifier pour le Super Bowl après avoir chronologiquement battu les Packers de Green Bay, 37 à 20 et les 49ers de San Francisco, 20 à 14
. Le 5 février 2012, Rolle réalise 3 tacles lors de la victoire en Super Bowl XLVI contre les Patriots de la Nouvelle-Angleterre 21 à 17.

#### 2012
Rolle et Kenny Phillips sont de nouveaux titulaires pour la saison 2012 sous les ordres de l'entraîneur principal Tom Coughlin. Lors du premier match de la saison contre les Cowboys de Dallas, il réussit son record de saison avec 9 tacles en solo malgré la défaite 24 à 17. Le 14 octobre 2012, Rolle réalise 6 tacles 2 passes déviées et 2 interceptions sur des passes lancées par quarterback Alex Smith lors de la victoire 26 à 3 contre les 49ers de San Francisco. Il n'avait plus réalisé plus d'une interception sur un match depuis la saison 2007 de la NFL. En 13e semaine, il réalise 11 tacles (dont 5 en solo) lors de la défaite 17 à 16 chez les Redskins de Washington. Son bilan de la saison est de 96 tacles (dont 73 en solo) 5 passes déviées, 2 interceptions et 1 fumble forcé lors des 16 matchs joués comme titulaire. Bien qu'il ait été désigné comme le free safety des Giants, il doit également jouer comme nickelback ainsi qu'au centre du jeu pour couvrir la ligne.

#### 2013
Rolle commence le camp d'entraînement comme free safety des Giants bien qu'ils aient également signé Aaron Ross, Terrell Thomas (en) et Jayron Hosley (en). Le strong safety Stevie Brown se déchire le ligament croisé antérieur pendant le camp et manque ainsi l'entièreté de la saison. Pendant le deuxième match de pré-saison, Rolle s'occasionne une entorse à la cheville. Ryan Mundy (en) se fait remarquer au poste de free safety pendant les deux semaines d'absence de Rolle et devient même titulaire à ce poste. L'entraîneur principal Tom Coughlin nomme cependant officiellement Rolle comme titulaire au poste de strong safety pour commencer la saison avec à ses côtés comme free safety, Ryan Mundy,.
Le 21 octobre 2013, Rolle réalise sa meilleure performance de la saison avec 3 passes déviées, 6 tacles et 1 interception lors de la victoire 23 à 7 contre les Vikings du Minnesota en 7e semaine. En 10e semaine, il réalise 12 tacles dont 10 en solo avec 1 sack lors de la victoire 24 à 20 contre les Raiders d'Oakland. Le 15 décembre 2013, Rolle enregistre 7 tacles, 1 passe déviée et 1 interception de passe malgré la défaite 23 à 0 contre les Seahawks de Seattle en 15e semaine. Le 28 décembre 2013, Rolle est sélectionné comme remplaçant pour le Pro Bowl 2014. Rolle termine la saison 2013 de la NFL avec 98 tacles (dont 80 en solo), 12 passes déviées, six interceptions et 2 sacks lors des 16 matchs joués comme titulaire. Il établit lors de cette saison 4 records de sa carrière.
Le 20 janvier 2014, Rolle est officiellement sélectionné pour le Pro Bowl en remplacement d'Earl Thomas participant au Super Bowl XLVIII avec les Seahawks de Seattle. Le 24 janvier, il joue dans l'équipe de Jerry Rice et remporte le Pro Bowl 2014, 22 à 21 aux dépens de l'équipe dirigée par Deion Sanders.

#### 2014
Le coordinateur défensif Perry Fewell choisit de conserver Rolle comme titulaire au poste de strong safety après sa sélection au Pro Bowl en fin de saison passée, avec comme free safety Stevie Brown. En 5e semaine, Rolle réalise son meilleur match avec 11 tacles (dont 8 en solo) lors de la victoire 30 à 20 contre les Falcons d'Atlanta. La semaine suivante, il effectue quatre tacles en solo, une passe déviée et une interception lors de la défaire 27 à 0 chez les rivaux des Eagles de Philadelphie. En fin de saison il comptabilise 87 tacles (dont 71 en solo), 9 passes défendues, 3 interceptions et 1 fumble forcé lors des 16 matchs joués comme titulaire.

### Bears de Chicago
Le 11 mars 2015, les Bears de Chicago signent Rolle avec un contrat de 3 ans pour 11,25 millions de $ avec 4,9 millions garantis,.

#### 2015
Pendant tout le camp d'entraînement, Rolle se bat avec son partenaire chez les Giants Ryan Mundy (en) pour devenir le titulaire au poste de strong safety. L'entraîneur principal John Fox le désigne comme titulaire à ce poste en début de aison aux côtés du free safety Brock Vereen (en). Le 27 septembre 2015, Rolle réussit son record de saison avec 10 tacles (dont 7 en solo) malgré la défaite 26 à 0 chez les Seahawks de Seattle en 3e semaine. Le match suivant, il se blesse à la cheville lors de la victoire 22 à 20 contre les Raiders d'Oakland et est écarté du terrain dès le second quart-temps. Cette entorse l'éloigne des terrains pour deux semaines. Cette blessure met également fin à sa série de 84 matchs joués consécutivement comme titulaire. C'est également la première fois qu'il manque un match depuis sa saison rookie à la suite d'une blessure. Le 21 novembre 2015, Rolle se blesse à nouveau lors d'une séance d'entraînement. Le 14 décembre 2015, les Bears le placent sur la liste des réservistes blessés pour les trois derniers matchs de la saison régulière. Il termine cette saison avec un bilan de 35 tacles (dont 30 en solo) et 1 passe déviée en 7 matchs débutés comme titulaire.

#### 2016
Le 1er mai 2016, les Bears de Chicago libèrent Rolle alors qu'il lui restait deux ans de contrat.

### Retraite
Le 7 novembre 2016, Rolle annonce qu'il prend sa retraite lors du Good Morning Football.

## Statistiques NFL

### Saisons régulières
| Saisons                | Équipes                | Matchs | Matchs | Tacles | Tacles | Tacles | Tacles | Interceptions | Interceptions | Interceptions | Interceptions | Interceptions | TDs | Fumbles | Fumbles |
| Saisons                | Équipes                | MJ     | MS     | Tot.   | Solo   | Sack   | Sfty.  | Int.          | Yds           | Moy.          | + Long        | PDs           | TDs | FF      | FR      |
| ---------------------- | ---------------------- | ------ | ------ | ------ | ------ | ------ | ------ | ------------- | ------------- | ------------- | ------------- | ------------- | --- | ------- | ------- |
| 2005                   | ARI                    | 5      | 4      | 28     | 26     | 0      | 0      | 1             | 29            | 29,0          | 29            | 2             | 0   | 0       | 0       |
| 2006                   | ARI                    | 16     | 16     | 84     | 77     | 0      | 0      | 1             | 23            | 23,0          | 23            | 11            | 0   | 2       | 0       |
| 2007                   | ARI                    | 16     | 8      | 62     | 52     | 0      | 0      | 5             | 231           | 46,2          | 57            | 10            | 3   | 0       | 0       |
| 2008                   | ARI                    | 16     | 16     | 89     | 78     | 0      | 0      | 1             | 40            | 40,0          | 40T           | 5             | 1   | 0       | 0       |
| 2009                   | ARI                    | 15     | 15     | 72     | 61     | 1,5    | 0      | 4             | 71            | 17,8          | 29            | 8             | 0   | 1       | 1       |
| 2010                   | NYG                    | 16     | 16     | 87     | 75     | 0,5    | 0      | 1             | 36            | 36,0          | 36            | 4             | 0   | 1       | 2       |
| 2011                   | NYG                    | 16     | 16     | 96     | 82     | 0      | 0      | 2             | -1            | -0,5          | 0             | 4             | 0   | 1       | 0       |
| 2012                   | NYG                    | 16     | 16     | 96     | 73     | 0      | 0      | 2             | 42            | 21.0          | 22            | 5             | 0   | 1       | 1       |
| 2013                   | NYG                    | 16     | 16     | 98     | 80     | 2,0    | 0      | 6             | 23            | 3,8           | 25            | 12            | 0   | 1       | 1       |
| 2014                   | NYG                    | 16     | 16     | 87     | 71     | 0      | 0      | 3             | 71            | 23,7          | 39            | 8             | 0   | 1       | 1       |
| 2015                   | CHI                    | 7      | 7      | 35     | 30     | 0      | 0      | 0             | 0             | 0             | 0             | 1             | 0   | 0       | 0       |
| Totaux en carrière NFL | Totaux en carrière NFL | 155    | 146    | 834    | 705    | 4,0    | 0      | 26            | 565           | 24            | 57            | 70            | 4   | 8       | 6       |
| Total ARI (5 ans)      | Total ARI (5 ans)      | 68     | 59     | 294    | 253    | 1,5    | 0      | 12            | 394           | 32            | 57            | 36            | 4   | 3       | 1       |
| Total NYG (5 ans)      | Total NYG (5 ans)      | 80     | 80     | 381    | 298    | 2,5    | 0      | 14            | 171           | 12            | 39            | 33            | 0   | 5       | 5       |
| Total CHI (1 an)       | Total CHI (1 an)       | 7      | 7      | 30     | 25     | 0      | 0      | 0             | 0             | 0             | 0             | 1             | 0   | 0       | 0       |

− Référence :

### En séries éliminatoires (playoffs)
| Saisons               | Équipes               | Matchs | Matchs | Tacles | Tacles | Tacles | Tacles | Interceptions | Interceptions | Interceptions | Interceptions | Interceptions | TDs | Fumbles | Fumbles |
| Saisons               | Équipes               | MJ     | MS     | Tot.   | Solo   | Sack   | Sfty.  | Int.          | Yds           | Moy.          | + Long        | PDs           | TDs | FF      | FR      |
| --------------------- | --------------------- | ------ | ------ | ------ | ------ | ------ | ------ | ------------- | ------------- | ------------- | ------------- | ------------- | --- | ------- | ------- |
| 2008                  | ARI                   | 4      | 4      | 12     | 8      | 0      | 0      | 1             | 47            | 47            | 47            | 1             | 1   | 0       | 1       |
| 2009                  | ARI                   | 2      | 2      | 11     | 6      | 0      | 0      | 0             | 0             | 0             | 0             | 0             | 0   | 0       | 0       |
| 2011                  | NYG                   | 4      | 4      | 18     | 15     | 0      | 0      | 0             | 0             | 0             | 0             | 1             | 0   | 0       | 1       |
| Total en Carrière NFL | Total en Carrière NFL | 10     | 10     | 41     | 29     | 0      | 0      | 1             | 47            | 47            | 47            | 2             | 1   | 1       | 2       |
| Total ARI             | Total ARI             | 6      | 6      | 33     | 14     | 0      | 0      | 1             | 47            | 47            | 47            | 1             | 1   | 0       | 1       |
| Total NYG             | Total NYG             | 4      | 4      | 18     | 15     | 0      | 0      | 0             | 0             | 0             | 0             | 1             | 0   | 0       | 1       |

## Vie privée
Rolle est le cousin éloigné des anciens linebacker Brian Rolle (en), du defensive back Samari Rolle (en) et du defensive back Myron Rolle (en).